# Відбір НБА

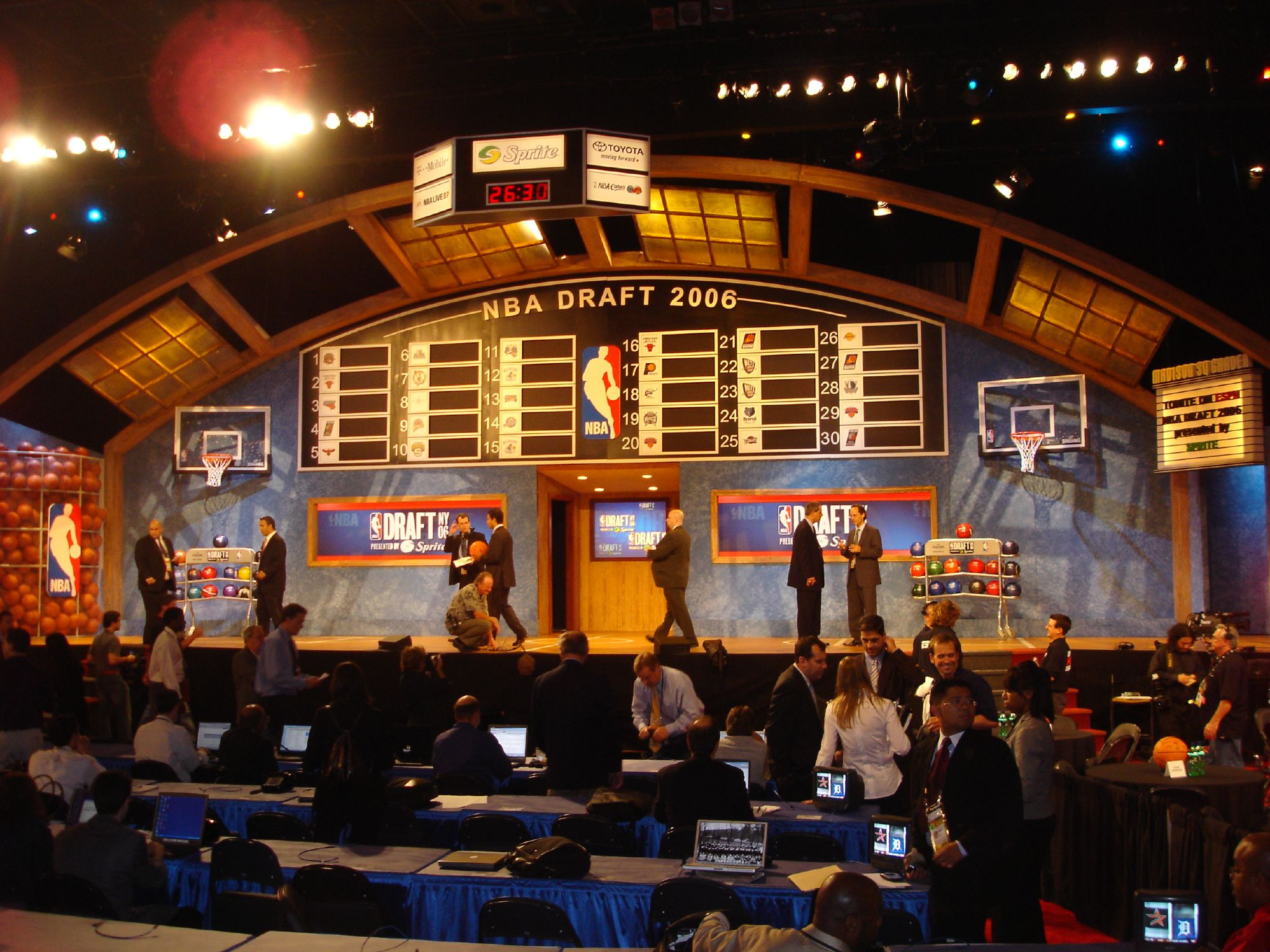
Церемонія відбору НБА 2006 року

Відбір НБА (англ. NBA draft) — щорічна процедура відбору тридцятьма клубами Національної баскетбольної асоціації нових баскетболістів, що бажають розпочати кар'єру в найкращій баскетбольній лізі планети. Зазвичай ці гравці — випускники американських коледжів, однак останнім часом збільшилося число спортсменів, що потрапляють до НБА з інших країн або щойно закінчили школу. В 2006 році НБА вжила заходів, щоб скоротити число недовчених баскетболістів у лізі, тепер гравцеві наприкінці року, в якому проходить відбір, має виповнитися мінімум 19 років і він повинен закінчити школу не менше, ніж за рік до цього. Зазвичай, молоді гравці після закінчення школи йдуть до коледжу, вчаться там хоча б рік, після цього виставляють свої кандидатури для відбору. Першим винятком з цього правила став Брендон Дженнінгс, що не вступав до коледжу після школи, а провів один сезон в італійському професійному клубі, після цього був обраний на відборі 2009 клубом «Мілвокі Бакс».

## Історія
Перший відбір відбувся 1947 року, між першим та другим сезоном Американської баскетбольної асоціації (АБА), яка передувала НБА. У 1949 році з метою популяризації баскетболу серед уболівальників асоціація ввела правило, за яким клуб міг обміняти своє право вибирати гравця в першому раунді відбору на так званий територіальний відбір, який означав можливість підписання контракту з будь-яким баскетболістом, який виступає за коледж, що розміщений у межах 50 миль від стадіону клубу. Можливість територіального відбору існувала до 1960 року. При вступі нових команд в асоціацію відбувається так званий відбір розширення, на якому новий клуб набирає собі гравців, чиї контракти не були захищені, з інших клубів асоціації.
Останнім часом відбір складається з двох раундів, в кожному з яких клуби обирають по одному гравцю в порядку, що визначається спеціальною лотереєю, що проводиться перед відбором. Під час лотереї пріоритет мають клуби, що показали в попередньому сезоні гірші результати і не потрапили в плей-офф. Це робиться, щоб надати можливість слабшим клубам посилюватися перспективними новачками і, таким чином, підтримувати баланс сил в асоціації. Спочатку право першого вибору гравців отримували клуби, що зайняли найнижчі місця у своїх конференціях, перший та другий визначалися кидком монети. 1985 року НБА змінила порядок відбору гравців та ввела лотерею, щоб виключити повторення ситуації 1984 року, коли «Х'юстон Рокетс» звинувачували в тому, що команда навмисне програвала матчі, щоб здобути на відборі Хакіма Оладжьювона. Своє право вибору на відборі клуб може обміняти в інший клуб, так, наприклад, в 1986 році чемпіон НБА, клуб «Бостон Селтікс», вибирав на відборі другим, вимінявши раніше це право у «Сієтл Суперсонікс».

## Відбори НБА 1984 та 1996 років
Найбільш успішними вважаються відбір 1984, внаслідок якого в лігу прийшли Хакім Оладжьювон, Майкл Джордан, Чарльз Барклі, Елвін Робертсон, Джон Стоктон та інші майбутні учасники Матчів усіх зірок і залу Слави, відбір 1996 (Аллен Айверсон, Рей Аллен, Кобі Браянт, Стів Неш) і «найкращий відбір нового тисячоліття» — відбір 2003 (Леброн Джеймс, Дуейн Вейд, Кармело Ентоні, Кріс Бош).

## Лотерея відбору
Лотерея проводиться за місяць до самого відбору. За її результатами визначається черговість відбору гравців командами, що не потрапили до плей-офф. У лотереї 1000 комбінацій. Найгірша команда сезону, що передує відбору, отримує 250 комбінацій, тобто 25 % ймовірності отримати право вибирати першим. Надалі кількість комбінацій зменшується серед усіх 14 команд. Якщо деякі команди показали однаковий результат за підсумками регулярного чемпіонату НБА, то вони отримують однакову кількість комбінацій, шляхом додавання здобутків кожної команди та діленням отриманого числа на два. Якщо отримане число не ділиться рівно на кількість команд з однаковими показниками, то застосовується жереб.